# Eidmanacris corumbatai
Eidmanacris corumbatai is een rechtvleugelig insect uit de familie krekels (Gryllidae). De wetenschappelijke naam van deze soort is voor het eerst geldig gepubliceerd in 1998 door García-Novo.